# Christophe Béhar
Christophe Béhar, né le 21 novembre 1957 à Paris, est un ingénieur français de l'industrie nucléaire.
Il a été président du Forum International Génération IV depuis janvier 2016, ainsi que président de la Société française d'énergie nucléaire (SFEN) de septembre 2015 jusqu'en septembre 2017. Il a aussi été membre du conseil d'administration de la  Société des techniques en milieu ionisant (STMI).
Dans le cadre du Conseil national de l’industrie (CNI), il a été jusqu'en 2015 le président de la commission recherche et développement du comité stratégique de la filière nucléaire (CSFN). En parallèle, il a été gouverneur pour la France au sein du Centre commun de recherche de l'Union européenne[réf. nécessaire], membre du standing advisory group (SAGNE) du directeur général de l'Agence internationale de l'énergie atomique (AIEA)[réf. nécessaire], expert désigné par le METI pour l'assainissement et le démantèlement de la centrale nucléaire de Fukushima Daiichi au sein de l'agence étatique Japonaise nuclear damage liability facilitation fund (NDF)[réf. nécessaire] .
Il a été chargé d'enseignement à l'École centrale Paris et à l'École nationale supérieure des techniques avancées ainsi que dans l'École de management Skolkovo de Moscou. De 2011 à 2015 il présida la chaire chimie de PariTech et,pendant la même période , membre du comité de l'orientation des recherches de l'Institut de radioprotection et de sûreté nucléaire (IRSN) ainsi que membre du comité scientifique de l'Institut Kourtchatov à Moscou jusqu'en 2020.En 2019 , il rentre au conseil de direction du Groupement des Industriels Français de l’Energie Nucléaire.

## Biographie
Né à Paris en 1957, Christophe Béhar sort diplômé de l'École centrale Paris - option thermique - en 1982, après une maitrise de physique à l'université d'Orsay. 
Pendant ses études à l'école Centrale, il fait la connaissance de Daniel Gourisse, directeur de l'école et spécialiste de la séparation isotopique.
Il est embauché au CEA à Saclay en 1984 comme responsable de la conception des amplificateurs de laser de puissance à colorant pour le procédé d'enrichissement de l'uranium par laser Silva  ,.
De 1986 à 1989 après un passage chez Thomson-CSF, puis à Valeo où il se consacre tour à tour à l’étude globale de systèmes d'armes (Initiative de défense stratégique ou « Guerre des étoiles ») puis de fonctions pour les véhicules, il revient au CEA où il est chargé de développer des composants pour la séparation isotopique. 
En 1997, il devient chef du département des technologies de l'enrichissement au CEA/Valrhô à Pierrelatte, puis directeur des matières, de la surveillance et de l'environnement à la direction des applications militaires (DAM) du CEA en octobre 2000, direction chargée de l'approvisionnement des matières nucléaires à usages militaires pour la propulsion nucléaire navale et les armes nucléaires, de l'assainissement et du démantèlement des installations nucléaires militaires (Pierrelatte et Marcoule), de la lutte contre la prolifération nucléaire et le terrorisme nucléaire.
En 2003,il est auditeur au sein de la session nationale  de l'Institut des hautes études de Défense nationale (IHEDN).
En janvier 2004, il est nommé directeur du centre CEA/DAM (direction des applications militaires) en Île-de-France à Bruyères-le-Châtel où il supervise l'action du centre dans ses activités de maintien de la force de dissuasion nucléaire française, de lutte contre la prolifération nucléaire et le terrorisme nucléaire ainsi que d'assistance à la maîtrise d'ouvrage de grandes installations scientifiques du CEA. Il y crée le très grand centre de calcul du CEA (TGCC), un des trois centres nationaux pour le calcul intensif.De 2004 à 2009 ,il est président de ce centre de calcul regroupant la recherche et l’industrie . À la même époque, en accord avec les autorités françaises, il démarre l'implantation du centre opérationnel d'alerte aux tsunamis en mer Méditerranée et dans l'océan Atlantique (CENALT).
De 2002 à 2006, il est président du G.I.E CODEM regroupant EDF, le CEA et AREVA, chargé de l'assainissement et du démantèlement de la première usine de retraitement Française UP1 destinée initialement à la production de plutonium militaire et située à Marcoule.
Le 14 avril 2009, il est nommé directeur de l'Énergie nucléaire (CEA/DEN) du commissariat à l'Énergie atomique et aux Énergies alternatives (CEA). Cette direction est chargée du soutien à l'industrie nucléaire actuelle et de la préparation du nucléaire du futur, d'une part, et, d'autre part, de l'assainissement et du démantèlement des installations nucléaires du CEA. Son budget annuel est de l'ordre de 1,2 milliard d'euros et elle emploie 4500 personnes, avec de nombreuses collaborations internationales avec les pays étrangers (États-Unis, Royaume-Uni, Chine, Russie, Japon, etc.).
En 2010 il lance ,avec le soutien important de l'administrateur général du CEA de l'époque B.Bigot ,et en cherchant un financement de 650 Meuros auprès du programme pour les investissements d'avenir ,le projet de réacteur à neutrons rapides ASTRID avec comme objectif principal  la fermeture complète du cycle du combustible nucléaire tel qu’il existe en France.
Il est membre du conseil de surveillance d'Areva à partir de 2009 et jusqu'en 2014 .
De 2009 à 2011, il participe au conseil d'administration de l'agence nationale pour la gestion des déchets radioactifs (ANDRA).
De 2010 à 2014 , il est le représentant de la France au conseil d'administration du centre commun de recherche européen (JRC).
De 2012 à 2014,il préside le comité du calcul intensif de l’ensemble du CEA.
En 2015, il promeut dans la presse le projet de réacteur nucléaire à neutrons rapides Astrid à Marcoule (Gard).
En février 2016, il est parmi les 50 personnes qui font l'innovation en France dans le journal Industrie et technologie. La même année, il décide de quitter le CEA et entre à la holding du groupe Fayat, chargé du développement dans le domaine nucléaire. Il lui est demandé de garder certaines fonctions à l'international, au sein du Japon (Conseiller spécial du NDF, à propos de Fukushima) et de la Russie (à l'institut Kurchatov et dans le comité d'orientation du réacteur d'essai MBIR de Dimitrovgrad).
En 2017, il est élu président du comité du commerce extérieur du groupe intersyndical des entreprises françaises du nucléaire (GIIN) et entre au bureau du pôle de compétitivité Nuclear Valley ainsi qu'à celui de l'AIFEN.
En 2018 il est élu vice-président de la supply chaîne nucléaire Française et président du comité export de cette dernière au sein du GIFEN.
En 2020 il est élu président de la supply chain nucléaire Française au sein du GIFEN (groupement des industriels Français de l'énergie nucléaire) .

## Décorations
Christophe Béhar est chevalier de la Légion d'honneur en 2010 et de l'ordre national du Mérite en 2003 au titre du ministère de la Défense.